# شیطان خانم کوچک
شیطان خانم کوچک (عربی: عفريتة هانم) یک فیلم به کارگردانی هنری برکات است که در سال ۱۹۴۹ منتشر شد. از بازیگران آن می‌توان به سامیه جمال و فرید الاطرش اشاره کرد.